# Barbie Rapunzel
Barbie Rapunzel es una película de animación por computadora de 2002 dirigida por Owen Hurley, basada en el cuento de hadas de Rapunzel (1812) de los Hermanos Grimm y protagonizada por el personaje de Barbie. Es la segunda película en 3-D producida por la compañía canadiense Mainframe Entertainment para Mattel. Kelly Sheridan interpretó a la protagonista.

## Trama
Barbie le cuenta una historia de la princesa Rapunzel a su hermana pequeña Kelly, que no tiene confianza en sus habilidades para pintar.
Rapunzel vive como sirvienta de la malvada bruja Gothel, que reside en una mansión aislada en el bosque, y crece creyendo que Gothel la salvó del abandono cuando era un bebé. Rapunzel encuentra compañía en Penélope, un dragón saliente, y Hobie, un conejo preocupado y ansioso. Rapunzel pasa el tiempo libre que tiene pintando bellas imágenes de lugares a los que sueña ir cuando está libre algún día. Sin embargo, Gothel desaprueba las aficiones de Rapunzel y la acusa de no apreciar todo lo que ha hecho por ella.
Mientras preparaba el té para Gothel, Penélope encuentra accidentalmente una escalera secreta que conduce a una antigua habitación debajo de la mansión. En él, descubren un regalo de sus padres que supuestamente la abandonaron: un cepillo de plata grabado con un mensaje de sus padres biológicos. Más tarde, ella también descubre un túnel que conduce a la aldea cercana. Rapunzel toma este camino hacia el pequeño reino y puede rescatar a una joven princesa llamada Katrina de una trampa.
Poco después, Rapunzel es presentada al hermano mayor de Katrina, el Príncipe Stefan. Él le explica que la trampa que Katrina logró escapar fue puesta allí por el rey Guillermo, el gobernante de un reino opuesto. Encantado por la misteriosa doncella, Stefan pide reunirse con ella nuevamente, a lo que ella acepta, aunque su reunión termina abruptamente antes de que Stefan pueda decirle su nombre. Rapunzel se apresura a regresar al bosque para evitar ser descubierta por Gothel. Desconocido para Rapunzel, la mascota de Gothel, Otto, ha sido testigo de todo el intercambio. Furiosa, Gothel le exige a Rapunzel que le diga el nombre del príncipe, pero ella insiste que no lo sabe. Gothel destruye las pinturas y pinturas de Rapunzel antes de transformar el dormitorio en una torre y estaciones más seguras y aparentemente a prueba de fugas. Hugo, el padre de Penélope, está afuera. Gothel se niega a dejar ir a Rapunzel hasta que ella le diga el nombre del joven que conoció.
Esa noche, Rapunzel tiene el sueño de que el príncipe Stefan ha encontrado su torre. Subió escalando su largo cabello. Cuando están allí, están a punto de besarse, pero Gothel aparece y los separa. Rapunzel luego se despierta y lee el grabado en el cepillo. Conoce a su joven hada madrina Alice, cuya apariencia mágica le dice que puede transformar su cepillo en un pincel con su varita mágica y Rapunzel recita el grabado en el cepillo. Alice agita sus varitas mágicas en el cepillo y reafirma que aún hay esperanza. Volviendo a dormir, Alice usa su magia para invocar una lluvia de luz y convierte el cepillo en un pincel. Rapunzel se queda sola con Hobie y Penélope, quienes la animan con pintura nueva para reemplazar las que le quitó Gothel. Hobie descubre el pincel, y Rapunzel comienza a pintar. Pronto queda claro que ella no necesita pintura, y todo lo que pinta se vuelve real. Rapunzel pinta el pueblo y luego usa la pintura como portal, llega a los jardines del palacio y se encuentra con Stefan. Ella le muestra el pincel y le pide ayuda para encontrar al fabricante, pero insiste en que nunca le diga su nombre, preocupada de que Gothel lo descubra. Ella conoce a un platero que dice que su hermano, que vive en el reino del rey Guillermo, lo logró. El orfebre no ha visto a su hermano en años, por lo que está muy molesto. Stefan se da cuenta de que la enemistad está lastimando a los aldeanos más de lo que creía.
Después, Stefan le invita a Rapunzel un baile enmascarado. Ella responde que allí se encontrará con él. Él dice que su cabello es un 'hermoso regalo'. Penélope pronto llega a través de la pintura y explica que Gothel está llegando y que deben irse para que Hugo no sea castigado. Rapunzel se marcha, pintando una salida. Cuando regresa a la torre, Rapunzel usa el pincel para pintarse un vestido hermoso. Hobie y Penélope proporcionan una máscara. Desafortunadamente, la luz mágica del pincel se puede ver y Otto se cuela. Él rápidamente roba la invitación sin que se den cuenta y se la presenta a Gothel. Gothel llega a la torre, corta el cabello de Rapunzel y rompe el pincel. Ella también se las arregla para destruir la pintura del pueblo. Debido a que ella piensa que Rapunzel se negó a decir la verdad, Gothel enojada pone un hechizo en su torre, que siempre tiene gente que miente. Gothel luego asalta al rey Fredrick y al castillo de Stefan. De vuelta en la torre, Rapunzel logra escapar con la ayuda de Penélope y Hugo, ya que el hechizo solo funciona si el prisionero es un mentiroso, lo que Rapunzel no es, por lo que le permite irse. Luego se apresura a salvar a Stefan y su familia montando en Penélope, quien finalmente supera su miedo a las alturas.
Stefan es atraído lejos de la fiesta por Gothel, disfrazada de Rapunzel. Gothel se revela y comienza su ataque. El rey Wilhelm se presenta ante el rey Fredrick, con la esperanza de poner fin a la pelea por la fuerza. Se revela que la fuente de la disputa es que Wilhelm cree que Fredrick secuestró a su hija, que ha estado desaparecida desde que era una niña. Fredrick responde que no planeó nada por el estilo y no tiene idea de dónde está la hija de Wilhelm, a lo que Gothel revela que ella se llevó a Rapunzel porque Wilhelm la "amaba" pero se casó con otra mujer; veía a Gothel solo como un amigo; y la trama general era hacer que los reinos se destruyeran mutuamente. Rapunzel llega justo a tiempo para evitar que luchen, y el rey Wilhelm la reconoce inmediatamente como su hija. La bruja ataca a Rapunzel con magia. Mientras Rapunzel se encuentra con el laberinto real, ella recuerda la pintura mágica de la torre que todavía está allí y engaña a Gothel para que se la encuentre. Gothel se encuentra en la torre de Rapunzel, donde Hugo le recuerda que no puede escapar, ya que tiene un corazón mentiroso.
Rapunzel se reúne con sus padres biológicos y se casa con Stefan, terminando así la enemistad y uniendo a los dos reinos. Hugo, Penélope y Hobie viven con ellos en su castillo. Se revela que Otto ahora sirve a Gothel, atrapada para siempre en la torre. Se ve una imagen de Rapunzel y Stefan caminando por una playa, la misma que Rapunzel pintó con un castillo en la distancia, lo que implica que sus sueños se hicieron realidad. La escena se convierte en la pintura en la que Barbie había estado trabajando.
Kelly ahora se siente mejor y comienza a pintar con azul, después de que Barbie le recuerda que la creatividad es la verdadera magia en el arte.

## Reparto
| Personaje                  | Voz Original Estados Unidos | Doblaje en Venezuela         | Doblaje en España         |
| -------------------------- | --------------------------- | ---------------------------- | ------------------------- |
| Barbie/Rapunzel            | Kelly Sheridan              | Melanie Henríquez            | Mar Bordallo              |
| Kelly/Princesa Katrina     | Chantal Strand              | Anabella Silva/Leisha Medina | Cristina Yuste            |
| Bruja Gothel               | Anjelica Huston             | Elena Díaz Toledo            | María Julia Díaz          |
| Príncipe Stefan            | Mark Hildreth               | Luis Carreño                 | José Manuel Rodríguez     |
| Penélope                   | Cree Summer                 | Maythe Guedes                | Chelo Vivares             |
| Hugo/General               | David Kaye                  | Nestor Araujo/Enrique Mujica | Juan Luis Rovira          |
| Hobbie/Guardia del Palacio | Ian James Corlett           | José Méndez                  | Antonio Fernández Sánchez |
| Otto                       | Peter Kelamis               | Frank Carreño                | Abraham Aguilar           |
| Rey Guillermo              | Christopher Gaze            | Framk Maneiro                | José Ángel Juanes         |
| Rey Federico               | Russell Roberts             | Luis Miguel Pérez            | Fernando Hernández        |
| Melody                     | Britt McKillip              |                              |                           |
| Tommy                      | Danny McKinnon              | Ricardo Sorondo              | Raúl Alcañiz              |
| Lorena                     | Jocelyne Loewen             | Yensi Rivero                 | Michelle Jenner           |

## Producción
Barbie Rapunzel es la segunda película producida por Mainframe Entertainment de Mattel después de Barbie en el Cascanueces (2001). La producción de la película duró un total de 9 meses y los personajes fueron animados con Softimage V.3.9. Se utilizó la captura de movimiento sobre las actuaciones de 15 personas, que se llevó a cabo durante 16 días, y los animales se crearon utilizando técnicas de Key Frame. La artista de captura de movimiento Cailin Stadnyk retrató los movimientos de Barbie.
Las pinturas que se pueden visualizar en la película son obras de arte reales de Amanda Dunbar insertadas de forma digital.

## Música
La película hace un uso intenso de la Sinfonía n.º 9 (Dvořák), también conocida como la "Sinfonía del Nuevo Mundo", posiblemente una referencia al nuevo mundo que descubre Rapunzel (Disney) al salir de la torre y llegar a la aldea.

## Lanzamiento y recepción
El DVD y VHS se lanzaron el 1 de octubre de 2002.
La película recibió una calificación de B por la Revista "Entertainment Weekly".

## Premios y nominaciones
| Año  | Premio               | Categoría                                   | Nominado/a | Resultado | Ref.  |
| ---- | -------------------- | ------------------------------------------- | --- | --------- | ----- |
| 2002 | DVD Exclusive Awards | Mejor película animada de estreno en DVD    | Jesyca C. Durchin y Jennifer Twiner McCarron | Nominadas | [ 6 ] |
| 2002 | DVD Exclusive Awards | Mejor Director                              | Owen Hurley | Nominado  | [ 6 ] |
| 2002 | DVD Exclusive Awards |                                             | Arnie Roth | Ganador   | [ 6 ] |
| 2002 | DVD Exclusive Awards | Mejores Efectos Visuales                    | Jason Gross | Nominado  | [ 6 ] |
| 2002 | DVD Exclusive Awards | Mejor Interpretación de Personajes Animados | Anjelica Houston (voz) Gino Nichele (director de animación) Sebastian Brodin (director de animación) Jean Gillmore (diseñador de personajes) Sean Newton (diseñador de personajes) | Ganadores | [ 6 ] |
| 2002 | DVD Exclusive Awards | Mejor Canción Original                      | "Constant as the Stars Above" | Nominada  | [ 6 ] |
| 2002 | DVD Exclusive Awards |                                             | "Rapunzel's Theme" | Nominada  | [ 6 ] |
| 2002 | DVD Exclusive Awards |                                             | "Wish Upon a Star" | Nominada  | [ 6 ] |

- Datos: Q30568